# Rudbeckia missouriensis
Rudbeckia missouriensis là một loài thực vật có hoa trong họ Cúc. Loài này được Engelm. ex C.L.Boynton & Beadle miêu tả khoa học đầu tiên năm 1901.